# Romed Mungenast
Romed Mungenast (* 19. Juli 1953 in Zams, Tirol; † 27. Februar 2006 in Innsbruck) war ein österreichisch-jenischer Schriftsteller.

## Leben
Romed Mungenast wuchs in Zams (Tirol) als eins von elf Kindern einer Karrner-Familie in einer Holzbaracke in einer Flussfeuchtwiese auf, einem exemplarischen Ort der Ausgrenzung. Die Großeltern waren, bevor sie sich dort hatten niederlassen dürfen, noch gereist. Nun sesshaft, musste die Familie doch weiterhin notdürftig vom überkommenen Kleinhandwerk wie dem Korbflechten, Besenbinden und von Gelegenheitsarbeiten leben. Nach acht Jahren Schulbesuch arbeitete Romed Mungenast zunächst als Rangierarbeiter und qualifizierte sich später zum Rangiermeister.
Er „war der erste österreichische Jenische, der sich offen zu seiner Herkunft bekannte“. Neben seiner beruflichen Tätigkeit bei der Eisenbahn trug er ein umfassendes Archiv zur Geschichte und Lage der Jenischen zusammen, das im Schloss Landeck der Öffentlichkeit zugänglich gemacht werden wird. Er hielt zur Geschichte seiner Herkunftsgruppe Vorträge an Schulen, Universitäten und bei Kulturveranstaltungen.
Er trat mit deutsch- und jenischsprachigen belletristischen Texten auch schriftstellerisch hervor. Als sein Hauptwerk, werden die „Jenischen Reminiszenzen“ bezeichnet. Ein Stipendium des österreichischen P.E.N.-Clubs für seine literarische Tätigkeit lehnte er ab und zog es vor, weiterhin in seinem Beruf und in der Gewerkschaft der Eisenbahner zu arbeiten.
Mungenast gehörte 2001 zu den Begründern einer ersten jenischen Selbstorganisation in Österreich, des Jenischen Kulturverbands, von der er sich jedoch bald wieder abwandte, weil – wie er begründete – massive gesellschaftliche Benachteiligung zu „rassistischen“ Tendenzen bei den Opfern führe. Seine Gründungsbeteiligung sei „ein großer Fehler“ gewesen.
2003 erhielt er die Verdienstmedaille des Landes Tirol. 2004 wurde ihm vom österreichischen Bundespräsidenten Thomas Klestil für seine Verdienste um die Geschichte, Kultur und Sprache der Jenischen die Ehrenprofessur der Universität Innsbruck verliehen. Die Dachorganisation der Schweizer Fahrenden, die Radgenossenschaft der Landstrasse, ernannte ihn zum Ehrenmitglied.
Romed Mungenast starb am 27. Februar 2006 nach langer Krankheit in Innsbruck.

## Werke
- 1990:
  - Gedichte in: Österreichische Lyrik und kein Wort Deutsch, Zeitgenössische Dichtung der Minoritäten. Hg. Gerald Nitsche, Innsbruck: Haymon
  - Jenische Reminiszenzen. In: Tirol zum Beispiel, par exemple, per esempio, na primjer, örnegin Wien
  - Morgenschtearn. Die österreichische Dialektzeitschrift, 5 / 1990, S. 44–50
- 1992 Jenische Reminiszenzen. In: Gaismair Kalender, 1992, S. 47
- 1994 Der Rollerschinaggler. Der Eisenbahner. In: Gaismair Kalender, 1994, S. 64
- 1995
  - A biberischer biberlingschein. In: Brücken. Ein interkulturelles Lesebuch. Hg. Gerald Nitsche. Wien: Pädagogischer Verlag, 1995, S. 43–44
  - Gedichte in: Zwischenbilanz. 10 Jahre Linzer Frühling, Literatur und so. Anthologie. Hrsg.: Linzer Frühling. Grünbach: Steinmaßl, 1995
- 1998 Jenische Gedichte. In: Literatur und Kritik, Salzburg, September 1998, S. 77–78. (Dossier Sinti und Roma)
- 1999 Zinken. Zeichensprache der Wandernden; Jenische Reminiszenzen. In: Jahrbuch der Lyrik 1999 / 2000. Über den Atlas gebeugt. Hg.: Christoph Buchwald, Raoul Schrott. München: Beck, 1999, S. 84–88
- 2001 Jenische Reminiszenzen. Geschichte(n), Gedichte; Mungenast, Romedius (Hg.): ; Landeck/Tirol: EYE, 2001; ISBN 3-901735-06-2